# 索拉諾 (新墨西哥州)
索拉諾（英語：Solano）是位於美國新墨西哥州哈定縣的非建制地區。

## 歷史
索拉諾的郵局自1907年營運至今。

## 地理
索拉諾所處的海拔為高於海平面1715米（即5627英呎），而該地所採用的時區為UTC-7，即北美山地时区（MST）。同時該地設有夏令時間，為UTC-7調快一小時，即UTC-6（MDT）。